# 郑新快速通道
郑新快速通道，是贯穿郑州市管城回族区、新郑市的一条道路，为郑州市区与新郑市之间的主要道路之一。郑新快速通道北起十八里河立交，与中州大道、新郑路和宇通路连通，向南至新郑市到达终点，全长30.5公里，沿线涉及管城区、新郑市。其中郑州南四环至新郑市郭店镇的一段为 102省道的一部分。